# La Nuit la plus longue
Pour le film dont le titre québécois est La Nuit la plus longue, voir Une nuit en enfer.
Ne doit pas être confondu avec La Nuit qui ne finit pas.
Pour plus de détails, voir Fiche technique et Distribution.
La Nuit la plus longue (Die endlose Nacht) est un film allemand réalisé par Will Tremper, sorti en 1963.

## Synopsis
Un épais brouillard bloque les passagers de l'aéroport de Berlin-Tempelhof au sol.

## Fiche technique
- Titre : La Nuit la plus longue
- Titre original : Die endlose Nacht
- Réalisation : Will Tremper
- Scénario : Will Tremper
- Musique : Peter Thomas
- Photographie : Hans Jura
- Montage : Susanne Paschen
- Production : Hanns Eckelkamp, Wenzel Lüdecke et Will Tremper
- Société de production : Will Tremper Filmproduktion, Inter West Film et Hanns Eckelkamp Filmproduktion
- Pays :  Allemagne de l'Ouest
- Genre : Drame
- Durée : 85 minutes
- Dates de sortie : 
  -  Allemagne de l'Ouest : 8 mai 1963

## Distribution
- Karin Hübner : Lisa
- Louise Martini : Mascha
- Harald Leipnitz : Wolfgang Spitz
- Hannelore Elsner : Silvia Stössi
- Bruce Low : John McLeod
- Alexandra Stewart : Juanita
- Paul Esser : J. M. Schreiber
- Werner Peters : Herbert
- Walter Buschhoff : Ernst Kramer
- Lore Hartling : Frau Achtel
- Wolfgang Spier : Dr. Achtel
- Fritz Rémond Jr. : Emil Stoltmann
- Mario Adorf

## Distinctions
Le film a été nommé pour six Deutscher Filmpreis et en a remporté quatre : Meilleur film (ex aequo), Meilleur acteur pour Harald Leipnitz, Meilleure photographie et Meilleure musique.